# Александър Бородин
Александър Порфѝриевич Бородѝн (на руски: Александр Порфирьевич Бородин) е руски композитор от Могъщата петорка, музикант-инструменталист (пианист, виолончелист, флейтист), както и медик (доктор по медицина, професор, академик на Медико-хирургическата академия и ръководител на химическата ѝ лаборатория) и химик.
Пише няколко музикални произведения на историческа тематика. Твърди се, че целта му е да разкрие в произведенията си драматичната история на руския народ. Не е професионален музикант и музикалните му творби носят печата на самобитен майстор, еднакво силен в симфонията, операта, камерната музика и соловата песен.
Написал е 3 симфонии, от които втората е известната „Богатирска симфония“ и една симфонична картина „Из степите на Средна Азия“. През 1869 година започва работа над операта Княз Игор, която не успява да завърши приживе, а е завършена от Николай Римски-Корсаков и Александър Глазунов. В операта се изпълняват известните „Половецки танци“. „Княз Игор“ прозвучава за първи път на сцена едва през 1890 година.

## Биография
Бородин е роден на 12 ноември 1833 година в Петербург като извънбрачно дете на 62-годишния грузински княз Лука Гедеванишвили и 25-годишната Евдокия (Авдотя) Константиновна Антонова, но е записан като син на неговия крепостен слуга Порфирий Ионович Бородин и жена му Татяна Григориевна. От малък проявява многостранни интереси. Особен интерес проявява към естествените науки – химия, литература и музика. Също така свири на виолончело, пиано и флейта. Чете много. От 1850 до 1856 година учи в медицинско-хирургическата академия. По време на обучението си той не прекъсва музикалните си занимания. През 1858 г. получава научна степен доктор по медицина в тази академия. Особено значение за научното и музикалното му израстване има 3-годишното му пребиваване в чужбина – Хайделберг и Пиза. Годината на завръщане в родината му носи успех не само като учен, но и като композитор.
Бородин е един от най-бележитите композитори на руската класика. Бил е член на Балакиревия кръжок, по-известен като Могъщата петорка. Независимо от това, че е учен химик, той намира време да твори редом с Мусогорски и Римски-Корсаков, които оформят нова епоха в руската класика. Произведенията му не са много – около 20, включително и песни. Творчеството му обаче се измерва не по количество, а по качество.
Умира на 27 февруари 1887 г. в Петербург. Погребан е в Тихвинското гробище.

### Кариера на химик
В своята професия Бородин се радва на голямо уважение, по-специално се отбелязва работата му върху алдехидите. Между 1859 и 1862 г. Бородин кара постдокторат в Хайделберг. Тогава работи в лабораторията на Емил Ерленмайер върху бензенови производни. Също така работи известно време в Пиза върху органични халогени. Един експеримент, публикуван през 1862 г., описва първата нуклеофилна субституция на хлор от флуор в бензоил хлорид. Подобна реакция, известна на Запад като реакция на Хунсдикер, публикувана през 1939 г., е наричана в Съветския съюз Бородинова реакция. През 1862 г. той се завръща в Медицинско-хирургическата академия, като поема професорско място в Химическия факултет, където работи върху самокондензация на малки алдехиди. Той публикува статии през 1864 и 1869 г., и в тази област той се оказва конкурент на Фридрих Август Кекуле. На Бородин се приписва откриването на алдоловата реакция, съвместно с Адолф Вурц.
През 1872 г. той докладва пред Руското химическо общество откриването на нов вторичен продукт в алдехидни реакции с алкохолоподобни свойства, и отбеляза прилики със съединения, обсъждани вече в публикациите на Вурц от същата година. Той публикува последната си цяла статия през 1875 г. върху реакции на амиди и съответните методи за идентифициране на карбамид в животинска урина. Негов наследник във Факултета по химия в Медицинско-хирургическата академия е неговият зет и колега химик, Александър Павлович Дианин.

### Музикални прояви
Бородин е естествено надарен музикант с познания като инструменталист на виолончело, пиано и флейта. Той се занимава с музикалното си образование успоредно със следването си по химия. През 1858 г. става член на Балакиревия кръжок. С първата си симфония става световноизвестен като композитор. Създава превъзходни песни като „Море“, „Фалшивата нота“, „Спящата княгиня“. През 1869 г. започва работа над две симфонии. Първата се казва „Завършена“, а втората е наречена сполучливо от Владимир Стасов „Богатирска“. През същата 1869 г. започва работа и над операта „Княз Игор“, над която работи до края на живота си. Това е една от най-значимите опери на руската класика. Междувременно той създава и други произведения, по-известни от които са Струнен квартет №1 и Струнен квартет №2, а през 1880 г. – „В степите на Средна Азия“. Бородин е един от руските композитори, радващ се на популярност в чужбина. След представянето на „Богатирската симфония“ във Франция той е наречен велик симфонист.

## Творчество

### Опери
- Богатири (1868)
- Млада (съвместно с други композитори, 1872)
- Княз Игор (1869 – 1887)
- Царска невеста (1867 – 1868, ескизи, загубени)

### Произведения за оркестър
- Симфония № 1 Es-dur (1866)
- Симфония № 2 B-moll „Богатирска“ (1876)
- Симфония № 3 А-moll (1887, завършена и оркестрирана от Александър Глазунов)
- Симфонична сюита „Из степите на Средна Азия“ (1880)

### Камерно-инструментални ансамбли
- Струнно трио на тема от песента „Чем тебя я огорчила“ (g-moll, 1854 – 55)
- Струнно трио (Голямо, G-dur, до 1862)
- Клавирно трио (D-dur, до 1862)
- Струнен квинтет (F-moll, до 1862)
- Струнен секстет (D-moll, 1860 – 61)
- Клавирен квинтет (C-moll, 1862)
- Два струнни квартета (A-dur, 1879; D-dur, 1881)
- Серенада в испански стил от квартета B-la-F ((B-la-F = Бе-ля-ев), колективно съчинение, 1886)

### Произведения за пиано

#### На две ръце
- Патетическо адажио (As-dur, 1849)
- Малка сюита (1885)
- Скерцо (As-dur, 1885)

#### На три ръце
- Полка, Мазурка, Погребален марш и Реквием от Парафраза на постоянна тема (колективно съчинение на Бородин, Н. А. Римски-Корсаков, Ц. А. Кюи и А. К. Лядов, 1878)

#### На четири ръце
- Скерцо (E-dur, 1861)
- Тарантела (D-dur, 1862)

### Произведения за вокал и пиано
(Заглавията са дадени в оригинал на руски език)
- Разлюбила красна девица
- Слушайте, подруженьки, песенку мою
- Что ты рано, зоренька
- Красавица рыбачка (текст на Хайне/превод Блок, 1854 – 55) за вокал, виолончело и пиано)
- Отравой полны мои песни (текст на Хайне, превод Лев Александрович Мей, 1868)
- Из слёз моих выросло много (Хайне/Мей, 1871)
- У людей-то в дому (текст Николай Некрасов, 1881)
- Для берегов отчизны дальной (текст Александър Пушкин, 1881)
- Ходит Спесь, надуваючись (текст Алексей Толстой, 1884 – 85)
- Чудный сад (Septain G., 1885)